# Lindera benzoin
Espèce
Classification phylogénétique
Lindera benzoin est une espèce de plantes à fleurs de la famille des Lauracées. C'est un arbuste originaire d'Amérique du Nord.

## Description
C'est un arbuste large et robuste, pouvant atteindre 5 m de haut, qui se couvre de fleurs vert-jaune au début du printemps, avant l'apparition des feuilles.
Les feuilles sont alternes, simples, ovales ou obovales, de 6 à 15 cm de long et de 2 à 6 de large.
L'espèce est dioïque.
Les groupes de jeunes boutons floraux sont couverts de quatre bractées. Les fleurs portent 9 étamines dont les trois qui composent la couronne extérieure n'ont pas de glandes nectarifères.
Le fruit est une drupe, ovale, rouge à maturité, d'environ 1 cm de long, et qui contient une graine unique.
Trois variétés et deux formes sont répertoriées :
- Lindera benzoin var. aestivalis (L.) Meisn. in DC.
- Lindera benzoin var. pubescens (E.J.Palmer & Steyerm.) Rehder
- Lindera benzoin var. verna Meisn. in DC.
- Lindera benzoin f. rubra Champlin
- Lindera benzoin f. xanthocarpa (G.S.Torr.) Rehder

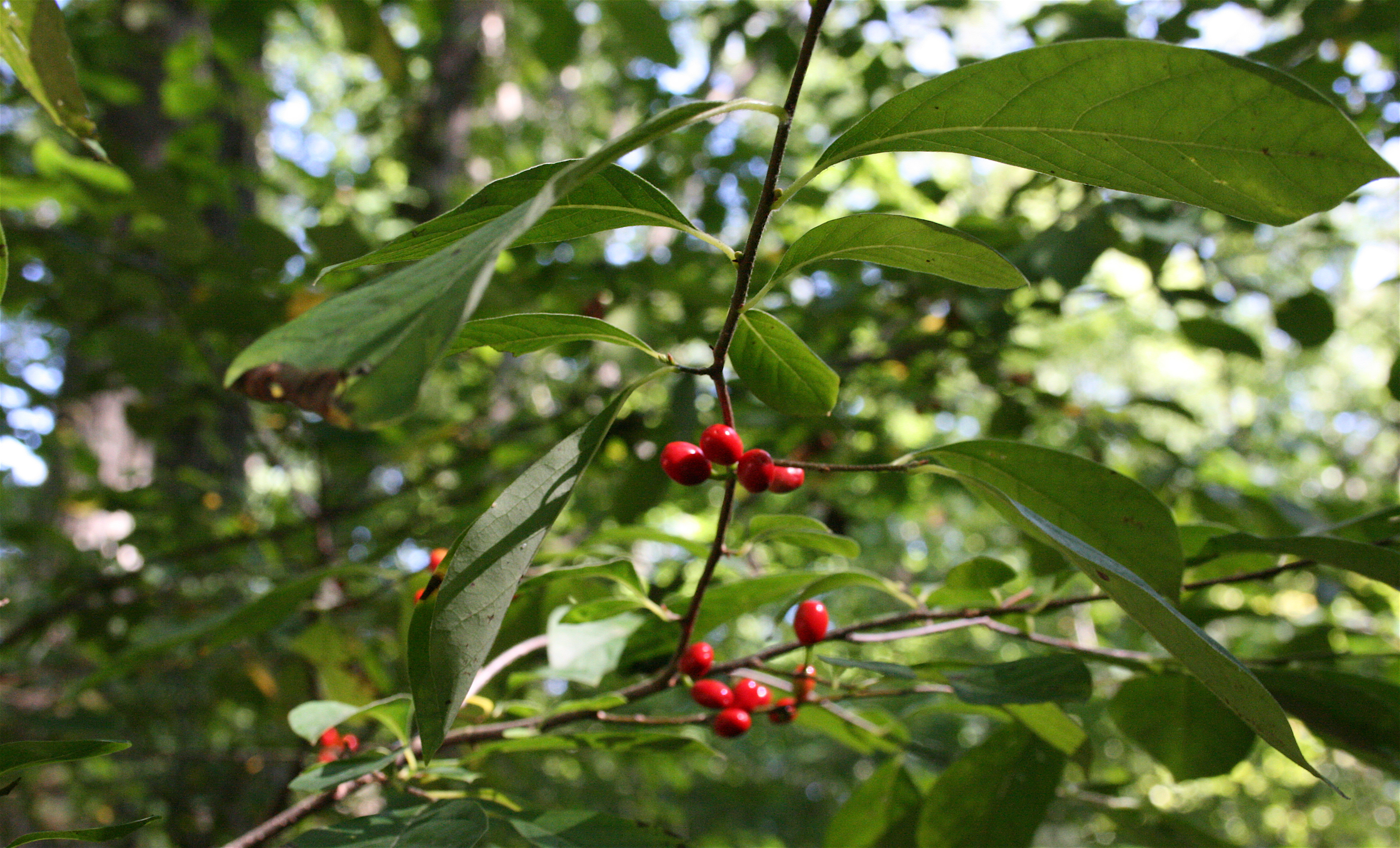
Fruits et feuilles.
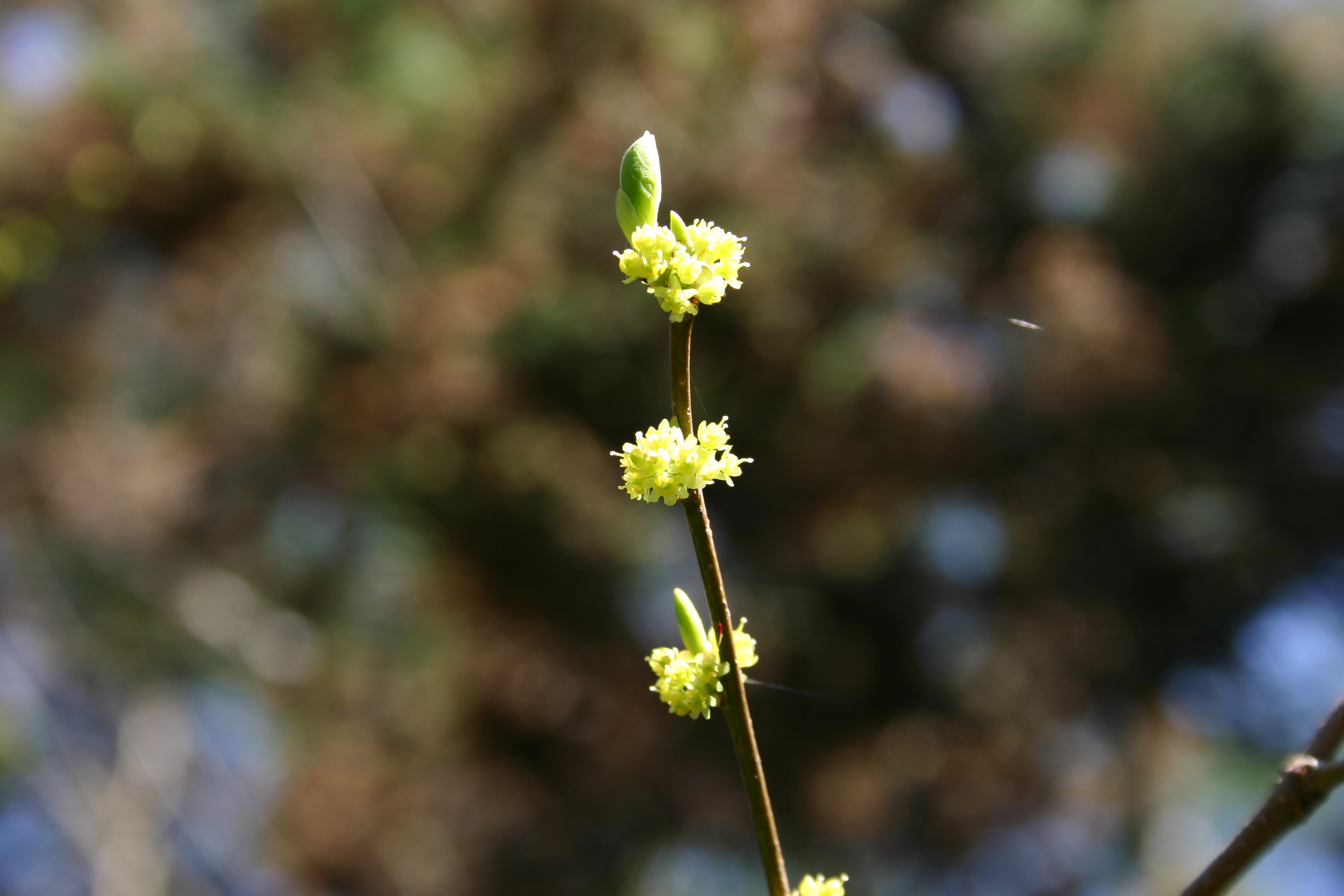
Fleurs.
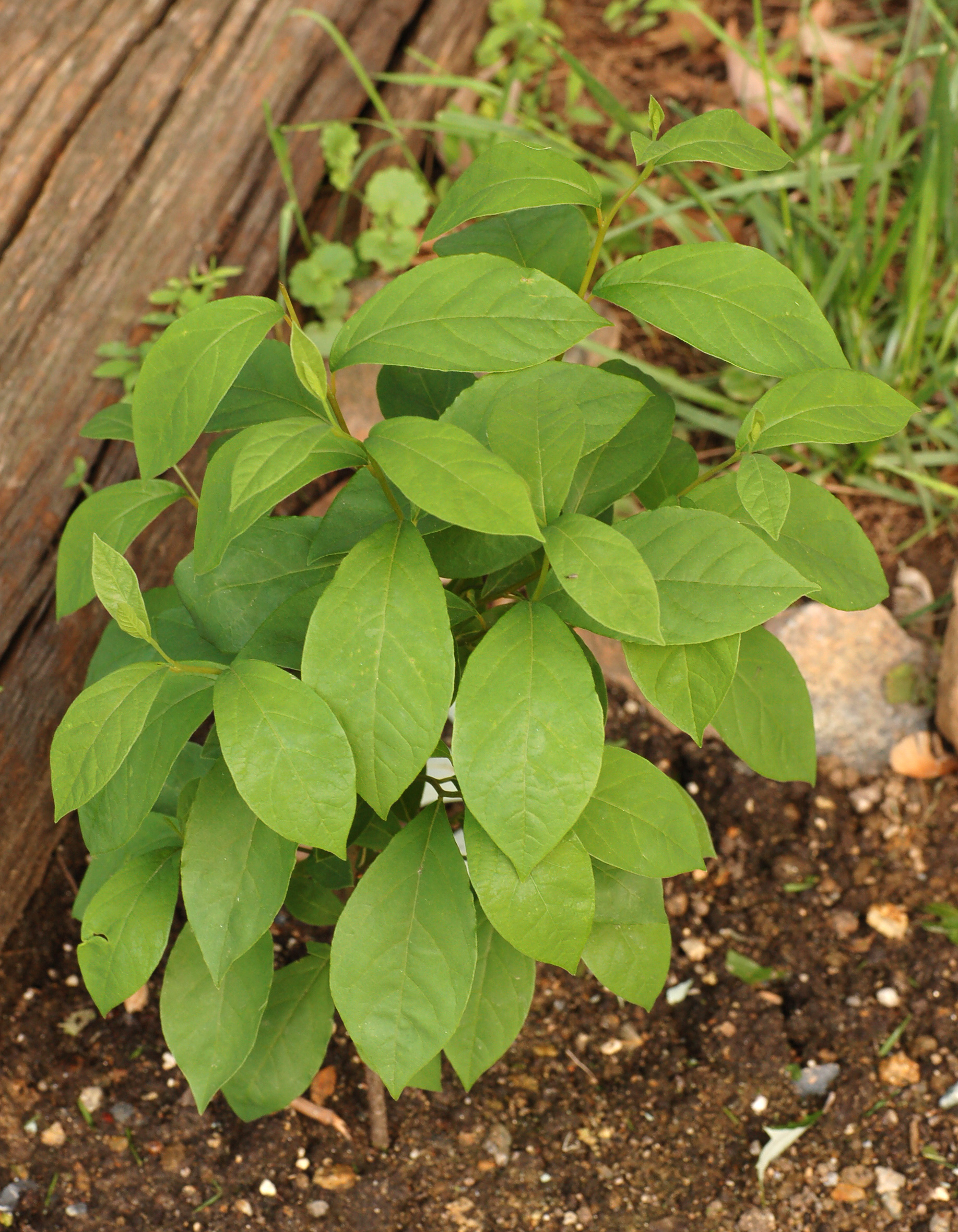
Jeune plante.
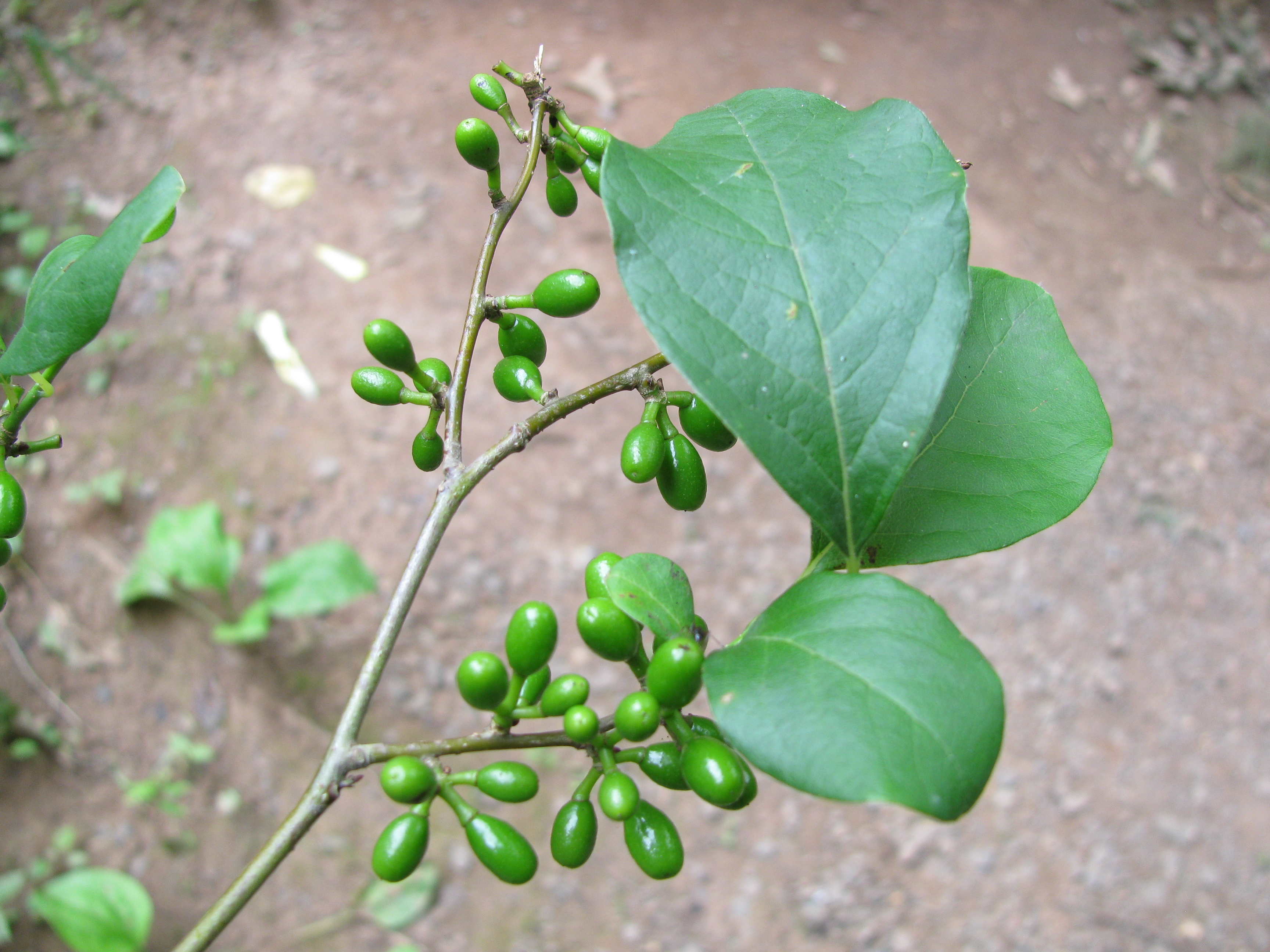
Fruits verts.

## Utilisation
La plante est très aromatique : trois essences odorantes peuvent en être extraites. La première de l'écorce ressemble au « wintergreen » (des Ericacées, du genre Gaultheria, ou aussi Betula). La deuxième peut être extraite des noyaux des fruits et ressemble au camphre (genre Cinnamomum). La troisième, provenant des feuilles, ressemble à la lavande.